# City of Carlisle
City of Carlisle war ein Verwaltungsbezirk mit dem Status einer City in der Grafschaft Cumbria in England. Neben der Stadt Carlisle, in der etwa zwei Drittel der Bevölkerung lebten, umfasste er ein großes, ländlich geprägtes Gebiet mit zahlreichen kleinen Dörfern. Die bedeutendsten davon waren Arthuret, Brampton, Burgh by Sands und St Cuthbert Without.
Der Bezirk wurde am 1. April 1974 gebildet und entstand aus der Fusion des County Borough Carlisle und des Rural District Border. Er wurde zum 1. April 2023 aufgelöst und dann mit Allerdale und Copeland zur neuen Unitary Authority Cumberland zusammengeschlossen.